# Oribatula pennata
Oribatula pennata är en kvalsterart som först beskrevs av Grobler 1993.  Oribatula pennata ingår i släktet Oribatula och familjen Oribatulidae. Inga underarter finns listade i Catalogue of Life.